# Kemerovská oblast
Kemerovská oblast (rusky Ке́меровская о́бласть) je federálním subjektem a jednou z oblastí v Rusku. Nachází se v jižní části asijské poloviny země v oblasti známé jako Kuzbas.

## Historie
Kemerovská oblast vznikla 26. ledna 1943.

## Oblastní symboly

### Vlajka
Vlajka Kemerovské oblasti je tvořena červeným listem o poměru stran 2:3 s modrým pruhem u žerdi o šířce 1/3 délky vlajky. V horní části modrého pruhu je umístěn znak oblasti.

## Geografie
Oblast hraničí s Tomskou oblastí na severu, s Krasnojarským krajem a Chakasií na východě, s Altajskou republikou na jihu a s Altajským krajem a Novosibirskou oblastí na západě. Oficiálně vznikla oblast 26. ledna 1943.
Její území vyplňují hlavně planiny, přecházející pozvolně do hor v jižní části oblasti. Nejstarším městem je Novokuzněck, založený roku 1618. Zároveň je také největším; předčí i hlavní město Kemerovo. Region patří k nejurbanizovanějším v Rusku, téměř 70 % jeho obyvatel žije ve velkých městech. Většinu všech obyvatel zaměstnává průmysl, hlavními odvětvími jsou těžba uhlí a metalurgie; Kemerovská oblast má v celém ruském průmyslu svůj význam právě díky těžbě uhlí. Zatímco průmysl je koncentrovaný na jihu oblasti, zemědělský je spíše sever. Na severní a jižní polovinu pak oblast dělí Transsibiřská magistrála.